# 愛媛の歌
「愛媛の歌」（えひめのうた）は日本の都道府県の一つ、愛媛県が1973年（昭和48年）に制定した3代目の県民歌である。作詞・岩本義孝、作曲・中田喜直。

## 解説

「愛媛の歌」と同時に制定された県章（1989年廃止）

愛媛県の初代県民歌は1938年（昭和13年）制定の「愛媛県民歌」、2代目は1952年（昭和27年）制定の「愛媛県民の歌」であったが、民選第7代知事の白石春樹は1973年（昭和48年）の県成立100周年記念事業として県章と県民歌の一新を提唱し、それぞれデザインと歌詞の公募を実施した。
歌詞の公募は県民と県出身者を対象に実施され、269編から中学校教諭の岩本義孝が応募した作品が選ばれた。作曲は依頼により中田喜直が手掛け、同年2月20日に開催された「愛媛県政発足記念日」記念式典において新県章と同時に3代目県民歌として制定されたのが本曲である。
白石の引退後、後継者となった民選第11-13代知事の伊賀貞雪は知事就任後に白石と対立するようになり、1989年（平成元年）には白石が制定した県章を廃止して新たな県章を制定した。しかし、県章と同じ公告（昭和48年2月20日公告「愛媛県章及び愛媛の歌の制定」）により制定された県民歌に関しては廃止をまぬがれて現在も存続している。

### 歌唱
制定に伴い、倍賞千恵子とボニージャックスを創唱者としたソノシートがキングレコードにより製造されている（非売品）。2010年（平成22年）には、声優・歌手で新居浜市出身の水樹奈々が関東愛媛県人会100周年記念で開催された「秋の大園遊会」でゲストに招かれ本曲を歌唱した。